# Stellutyszki
Stellutyszki – wieś w Polsce położona w województwie wielkopolskim, w powiecie kolskim, w gminie Koło.
W latach 1975–1998 miejscowość administracyjnie należała do województwa konińskiego.

## Informacje ogólne
Wieś położona 3 km na wschód od Koła przy drodze lokalnej do Grzegorzewa i Łęczycy. Obecnie wieś wchodzi w skład sołectwa Leśnica.

## Park
Na zachodnim skraju wioski znajduje się park liściasty, w którym prawdopodobnie istniał pałac. Znajdują się tam jedynie pozostałości po fundamentach. Do dziś nie zachowało się wiele informacji na jego temat.